# Berliner Erklärung (Alliierte)
Die Berliner Erklärung (auch: Berliner oder Juni-Deklaration) vom 5. Juni 1945 ist das erste von vier Dokumenten, in denen die alliierten Hauptsiegermächte des Zweiten Weltkrieges die Grundsätze ihrer Deutschlandpolitik festlegten. Einen knappen Monat nach der bedingungslosen Kapitulation der Wehrmacht und zwei Wochen nach der Verhaftung der letzten Reichsregierung Dönitz erklärten die Oberbefehlshaber der vier Siegermächte darin kraft Besatzungsrechts die Übernahme der obersten Regierungsgewalt in Deutschland. Dies beinhaltete die Befugnisse der deutschen Regierung, des Oberkommandos der Wehrmacht und der Regierungen, Verwaltungen und Behörden der Länder, Städte und Gemeinden. Zwecks gemeinsamer Ausübung der Regierungsgewalt bildeten sie den Alliierten Kontrollrat. In fünfzehn Artikeln wurden Forderungen formuliert, die Deutschland auferlegt wurden und sofort zu erfüllen waren.

## Entstehung
Die Berliner Erklärung beruhte auf dem entsprechenden Beschluss der Alliierten auf der Konferenz von Jalta. Die weiteren Deklarationen waren von einer interalliierten Institution, der Europäischen Beratenden Kommission vorgeschlagen, ebenfalls in Jalta bindend beschlossen worden und enthielten Richtlinien für das alliierte Vorgehen im besetzten Deutschland. Sie waren noch durch eine interalliierte Vereinbarung über die Beteiligung Frankreichs ergänzt worden.

## Inhalt

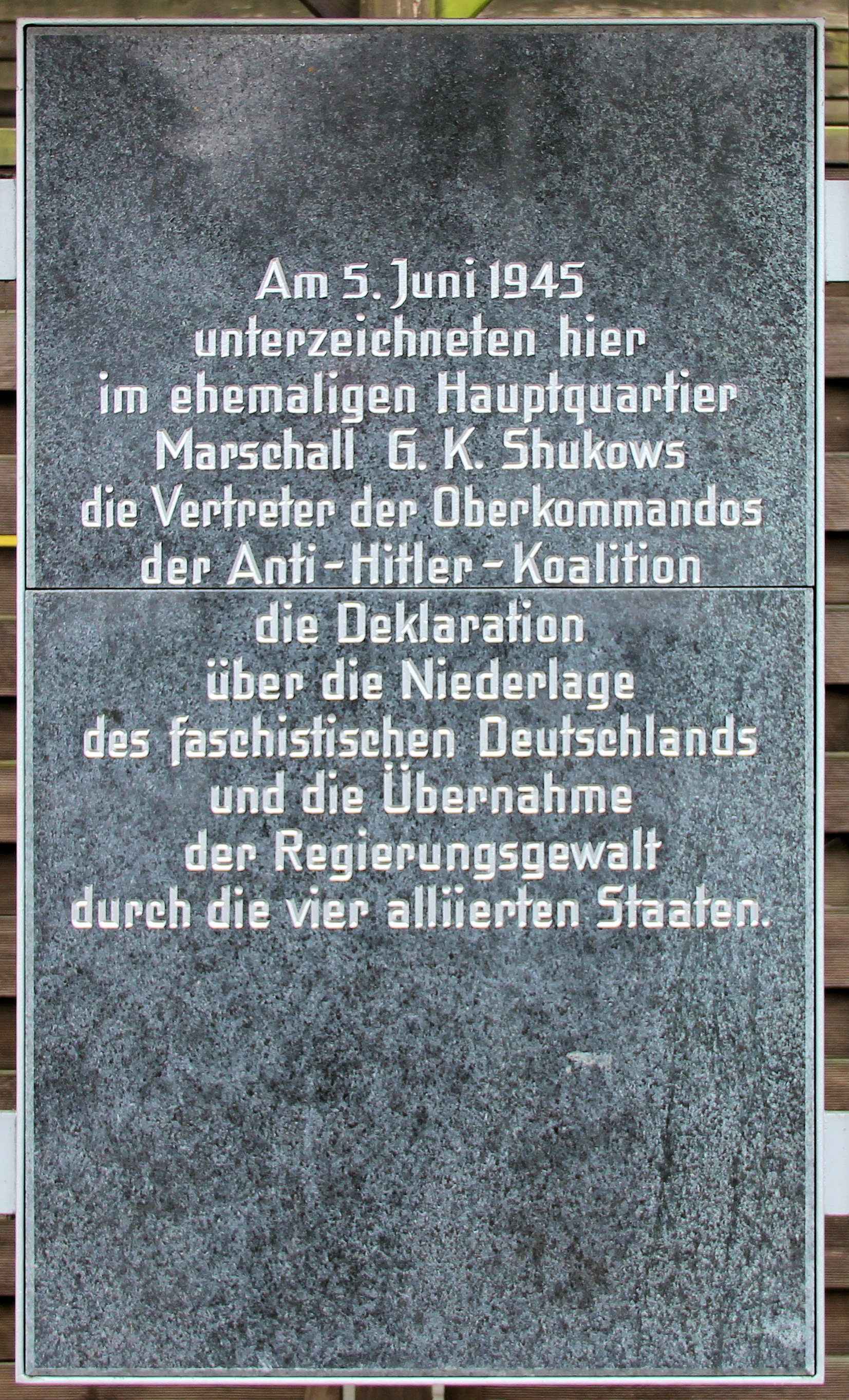
Gedenktafel am Haus Niebergallstraße 20 in Berlin-Köpenick

In der Präambel der Erklärung (vollständiger Titel: [Berliner Deklaration] Erklärung in Anbetracht der Niederlage Deutschlands und der Übernahme der obersten Regierungsgewalt („supreme authority“) hinsichtlich Deutschlands durch die Regierungen des Vereinigten Königreichs, der Vereinigten Staaten von Amerika und der Union der Sozialistischen Sowjet-Republiken und durch die Provisorische Regierung der Französischen Republik) stellen die Vereinigten Staaten, die Sowjetunion, Großbritannien und Frankreich fest, dass die deutschen Streitkräfte vollständig geschlagen seien und Deutschland sich allen Forderungen unterwerfe, die ihm jetzt oder später auferlegt würden. Es gebe außerdem in Deutschland keine zentrale Regierung oder Behörde, die in der Lage sei, die Ordnung aufrechtzuerhalten, das Land zu verwalten und die Forderungen der Alliierten zu erfüllen. Sie hätten daher die oberste Regierungsgewalt in Deutschland übernommen, inklusive der Befugnisse der Regierung, des OKW, der Länder sowie der Städte und Gemeinden. Sie kündigten an, „die Grenzen Deutschlands oder irgendeines Teiles Deutschlands und die rechtliche Stellung Deutschlands oder irgendeines Gebietes, das gegenwärtig einen Teil deutschen Gebietes bildet“, später festlegen zu wollen. Eine Annexion Deutschlands sei damit nicht verbunden.
Mit dieser Erklärung nahmen die USA, die UdSSR, Großbritannien und Frankreich die Hoheitsgewalt in Anspruch, gemäß Präambel der Erklärung vorrangig, um die Ordnung im besetzten Deutschland wiederherzustellen.
Die zweite Deklaration befasste sich mit der Konsultierung der alliierten Nationen.
Inhalt der dritten Deklaration vom 5. Juni war die Einteilung Deutschlands in vier Besatzungszonen und die Zuordnung des Gebietes von Groß-Berlin an die vier Alliierten unter Aufteilung in vier Sektoren. Mit ihr wurde das Londoner Protokoll betreffend die Besatzungszonen in Deutschland und die Verwaltung von Groß-Berlin vom 12. September 1944 in Kraft gesetzt, in dem Deutschland als Ganzes territorial auf die Grenzen des Jahres 1937 beschränkt wurde, also auf seinen Gebietsstand vor dem Anschluss Österreichs und des Sudetenlands. Eine östliche Zone, auch Ostzone genannt, wurde der Sowjetunion, eine nordwestliche dem Vereinigten Königreich, eine südliche Zone den USA und eine südwestliche Frankreich zugeteilt. In staatsrechtlicher Hinsicht wurde mitgeteilt, dass die Übernahme der Regierungsgewalt nicht die Annektierung Deutschlands bewirke und die „deutschen Grenzen nach dem Stande vom 31. Dezember 1937“ fortbestanden. Diese Ergänzung hatte in den folgenden Jahren in der staats- und völkerrechtlichen Erörterung der Frage, ob das Reich untergegangen sei oder fortbestehe, eine Rolle gespielt (→ Rechtslage Deutschlands nach 1945).
Die vierte Deklaration enthielt die Einsetzung eines Kontrollrates, der aus den vier Oberbefehlshabern der Besatzungszonen bestand. Jeder Oberbefehlshaber hatte in seiner Zone die oberste Gewalt. In Fragen, die Deutschland als Ganzes betrafen, konnten sie jedoch nicht allein entscheiden, sondern mussten gemeinsame Beschlüsse fassen, und zwar einstimmig. Weiterhin enthielt diese Deklaration Details über die Organisation des Kontrollrates.
Die Deklarationen wurden von den folgenden Oberbefehlshabern unterzeichnet:
- Dwight D. Eisenhower für die USA,
- Georgi Schukow für die UdSSR,
- Bernard Montgomery für das Vereinigte Königreich,
- Jean de Lattre de Tassigny für Frankreich.

Wie bei allen Dokumenten der Alliierten gab es eine deutschsprachige Fassung, die jedoch in Zweifelsfällen keine Rechtsgültigkeit besaß.

### Streitkräfte
Alle Streitkräfte unter deutschem Befehl hatten auf allen Kriegsschauplätzen die Feindseligkeiten gegen die Streitkräfte der Alliierten einzustellen. Die Alliierten erhielten Informationen über Stellung und Anzahl der deutschen Einheiten. Alle deutschen oder von Deutschland kontrollierten Streitkräfte sowie mit Waffen ausgerüstete Organisationen wurden restlos entwaffnet und zu Kriegsgefangenen erklärt. Explizit genannt wurden neben den regulären Einheiten die Schutzstaffel, die Sturmabteilung und die Geheime Staatspolizei. Einheiten jenseits der Grenzen von 1937 hatten die Gebiete zu räumen. Die Alliierten ernannten zivile Polizeieinheiten, die nur mit Handfeuerwaffen ausgestattet wurden. Minenfelder mussten gekennzeichnet und entfernt werden.

### Luft- und Schifffahrt
Alle militärischen und zivilen Flugzeuge, auch dritter Staaten mit Ausnahme der Alliierten, in Deutschland mussten am Boden bleiben, deutsche Flugzeuge im Ausland mussten zurück nach Deutschland. Alle Schiffe, auch dritter Staaten, mussten in ihrem Hafen verbleiben, die Besatzung verblieb an Bord. Alle Schiffe und Flugzeuge mussten in gutem Zustand zur Verwendung durch die Alliierten vorgehalten werden. Alle Schiffe von Ländern der Vereinten Nationen, die nach Prisenrecht oder aus anderen Gründen unter deutscher Kontrolle standen, hatten einen von den Alliierten zu bestimmenden Hafen anzulaufen.

### Kriegsgefangene
Die Alliierten erhielten vollständige Namenslisten der unter deutscher Gewalt stehenden Kriegsgefangenen. Alle Kriegsgefangenen mussten versorgt und freigelassen werden, das Gleiche galt für alle, die aufgrund nationalsozialistischen Rechts eingesperrt, interniert oder sonstigen Einschränkungen ausgesetzt waren.

### Nachrichtenwesen
Sämtliche Funk- und Nachrichtenverbindungen waren bis auf weiteres einzustellen.

### Kriegsverbrecher
Von den Alliierten benannte Kriegsverbrecher waren festzunehmen und den Alliierten zu übergeben. Das galt auch für Angehörige der Vereinten Nationen, die gegen Gesetze ihres Landes verstoßen hatten.

### Stationierung alliierter Streitkräfte
Sämtliche Waffen, Munition und Kriegsgeräte sowie militärische Einrichtungen und Anlagen und Einrichtungen des Verkehrs und des Nachrichtenwesens mussten in gutem Zustand zur Verwendung durch die Alliierten vorgehalten werden. Die Zerstörung, Beschädigung oder Verbergung der Einrichtungen, deren Eigentums und derer Archive und Akten war verboten. Die Alliierten konnten nach eigenem Ermessen Streitkräfte in einem Teil oder allen Teilen Deutschlands stationieren.

### Weitere Maßnahmen
Die Alliierten konnten weitere Maßnahmen treffen, die sie für den zukünftigen Frieden und die zukünftige Sicherheit für nötig hielten. Explizit genannt wurde die vollständige Entmilitarisierung, außerdem wurden politische, verwaltungsmäßige, wirtschaftliche, finanzielle, militärische und sonstige Forderungen angekündigt.

## Umsetzung und Folgen

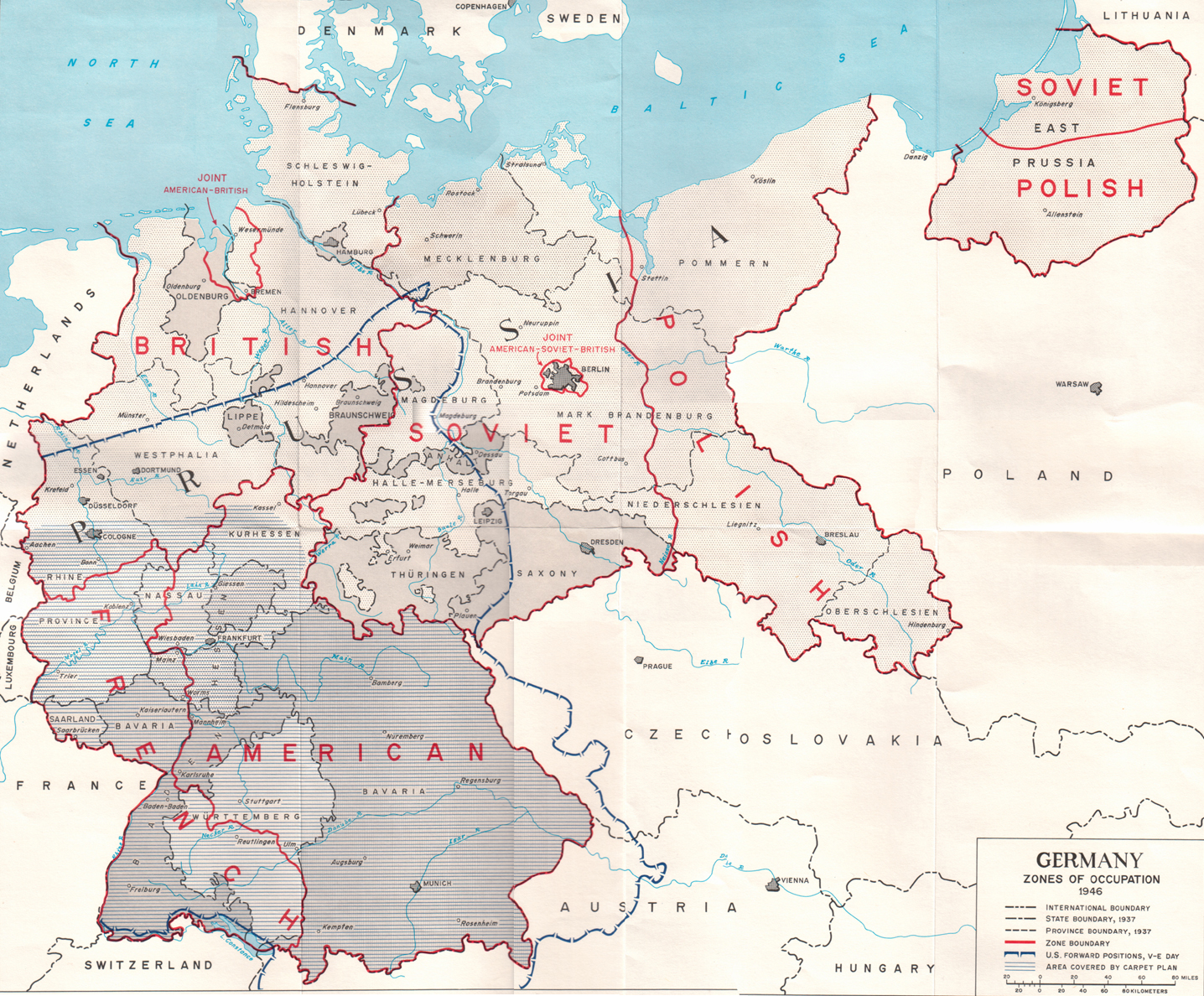
Besatzungszonen 1945

Zum Zeitpunkt der Deklarationen standen die Truppen der Alliierten noch entlang einer früher vereinbarten militärischen Demarkationslinie, die viel weiter östlich verlief als die vorgesehene Westgrenze der sowjetischen Besatzungszone. Ganz Berlin wurde seit dem 17. Mai 1945 von einem Magistrat regiert, der von den Sowjets eingesetzt worden war. Den Deklarationen der Siegermächte folgend räumten die britischen und amerikanischen Truppen die Gebiete, die entsprechend den Beschlüssen der European Advisory Commission (Europäische Beratende Kommission) zur sowjetischen Besatzungszone gehören sollten. Im Gegenzug rückten die drei Westmächte in Berlin ein.
Keine der zu diesem Zeitpunkt festgelegten Zonen hatte jedoch langfristig Bestand: Frankreich gliederte 1946 das Saargebiet aus seiner Besatzungszone aus und schloss sich daraufhin das flächenmäßig nun vergrößerte Saarland wirtschaftlich an. Die drei Westzonen gingen später in der Bundesrepublik Deutschland auf, die Region von Mecklenburg und Vorpommern bis Sachsen wurde zur Sowjetischen Besatzungszone, aus der die Deutsche Demokratische Republik hervorging. Die Ostgebiete des Deutschen Reiches kamen 1945 unter sowjetische bzw. polnische Verwaltung. Die Grenze zwischen den westlichen Zonen und der sowjetischen Zone folgte mit wenigen Abweichungen dem Verlauf der Grenzen zwischen dem Land Mecklenburg, der preußischen Provinz Sachsen und dem Land Thüringen auf der einen und den preußischen Provinzen Schleswig-Holstein, Hannover und Hessen-Nassau sowie dem Freistaat Braunschweig und Bayern auf der anderen Seite. Die Viersektorenstadt Berlin spaltete sich 1948 politisch in einen Ost- und Westteil. Beide wurden weder zu konstitutiven Bestandteilen der zwei deutschen Staaten noch sind sie später von diesen einverleibt worden.

## Rechtswirksamkeit
In der Nachkriegszeit stellten deutsche Staats- und Völkerrechtler die Frage zur Berliner Erklärung, ob die Alliierten sich mit Recht auf Ziffer 4 der Kapitulationsurkunde berufen durften, die einen Vorbehalt dahingehend enthielt, dass an die Stelle dieser Kapitulationserklärung andere allgemeine Kapitulationsbedingungen treten könnten, die von den UN und in deren Namen Deutschland auferlegt werden könnten. Dieser Teil ging auf einen Entwurf der Kapitulationserklärung der Europäischen Beratenden Kommission zurück, der zwar auf der Konferenz von Jalta gebilligt, dann aber nicht verwendet worden war. Damit wurde die Frage aufgeworfen, ob dieser Vorbehalt das Recht der Alliierten einschloss, die Regierungsgewalt selbst zu übernehmen.
Weil der militärischen Kapitulation durch die politische Erklärung neue Kapitulationsbedingungen gefolgt waren, bewertete der Historiker Andreas Hillgruber diese als „eine von den Hauptsiegermächten einseitig deklarierte staatlich-politische Kapitulation“ und als „völkerrechtliches Novum“. Nach Adolf M. Birke entsprach die Berliner Erklärung dem „General Instrument of Surrender“, also den allgemeinen Kapitulationsbestimmungen, die die Kapitulationsurkunde explizit offen gelassen hatte. Hierin und in den Vereinbarungen der Europäischen Beratenden Kommission sei der Wille der Siegermächte zum Ausdruck gekommen, „die rechtliche Lage Deutschlands durch einseitige alliierte Akte zu gestalten“. Die Frage nach dessen völkerrechtlichem Zustand sei von den Zeitgenossen 1945 in ihrer Brisanz noch gar nicht erfasst worden, dafür hätten die Siegermächte kein Konzept gehabt. Elke Fröhlich nimmt ein „staatsrechtliches Vakuum“ zwischen der Verhaftung der Regierung Dönitz am 23. Mai 1945 und der Berliner Erklärung an, in der die Siegermächte Deutschlands „Kapitulation auch staatlich-politisch vollzogen“ hätten.

## Rechtsfolgen
Mit ihrer „Erklärung in Anbetracht der Niederlage Deutschlands“ übernahmen die vier Hauptsiegermächte die oberste Regierungsgewalt über Deutschland. Die Berliner Erklärung war nach einer Formulierung des Historikers Rudolf Morsey das „Grundgesetz der Besatzungsära“. Zusammen mit den begleitenden Deklarationen bildete sie die Grundlage für die Vier-Mächte-Verantwortung für Deutschland als Ganzes, die von allen Beteiligten immer wieder bekräftigt wurde, und damit für sämtliche alliierten Vorbehaltsrechte gegenüber Deutschland. Die Vier-Mächte-Rechte und -Verantwortlichkeiten wurden trotz schrittweiser Rückübertragung der Souveränität vollständig erst durch den Zwei-plus-Vier-Vertrag vom 12. September 1990 aufgehoben.
Trotz der gemeinsamen Berliner Erklärung verfolgten die Alliierten 1945 unterschiedliche politische Ziele. Wie Walter Ulbricht berichtete, ließ die Rote Armee Plakate anschlagen, auf denen „die Grundlinie der sowjetischen Politik gegenüber dem besiegten Deutschland“ verkündet wurde: „Die Hitler kommen und gehen, aber das deutsche Volk, der deutsche Staat bleibt“. Josef Stalin versicherte in seiner „Ansprache an das Volk“ vom 9. Mai 1945: „Die deutschen Truppen kapitulieren. Die Sowjetunion feiert den Sieg, wenn sich auch nicht anschickt, Deutschland zu zerstückeln oder zu vernichten“. Wenn Deutschland aber als Völkerrechtssubjekt fortbestehen sollte, wie Stalins Formulierungen andeuteten, unterlägen die Besatzungsmächte den Beschränkungen, die das Kriegsvölkerrecht in der Haager Landkriegsordnung definierte (→ Okkupation im Völkerrecht): Auf dieser Rechtsgrundlage hätte die staatliche Ordnung Deutschlands und seine territoriale Gestalt nicht von den Siegermächten geändert werden dürfen. Daher vertrat insbesondere Frankreich den Standpunkt, das Deutsche Reich sei untergegangen. Dem widersprach aber anscheinend die Aussage der Berliner Erklärung, Deutschland werde nicht annektiert. Den USA und Großbritannien kam es, wie der Rechtshistoriker Bernhard Diestelkamp annimmt, darauf an, sich in ihrer Besatzungspolitik weder von der Haager Landkriegsordnung, die sie kurzerhand für „nicht anwendbar“ erklärten, noch von einem etwaigen Anspruch der Deutschen auf Gleichbehandlung mit den eigenen Staatsbürgern einengen zu lassen. Sie ließen die Frage nach Untergang oder Fortbestand des Deutschen Reiches daher bewusst offen und sperrten sich sogar gegen eine juristische Festlegung: 1946 erklärte die Legal Division der Kontrollkommission für die britische Zone schlicht, die Beziehungen der Alliierten zu Deutschland seien „durch die Kapitulationserklärung vom 5. 6. 1945 festgelegt […]. Diese Ausführungen sind als endgültig anzusehen. Über dieses Thema ist ein weiterer Schriftwechsel oder eine sonstige Erörterung nicht zulässig“. Der Historiker Gerrit Dworok nimmt an, dass die Siegermächte selbst in der Berliner Erklärung davon ausgingen, dass Deutschland im Zuge der bedingungslosen Kapitulation und der Besetzung zwar seine Souveränität eingebüßt habe, als Völkerrechtssubjekt dagegen fortbestehe.
In der westdeutschen Diskussion um die Rechtslage Deutschlands nach 1945 wurde die Berliner Erklärung unterschiedlich interpretiert. Nach herrschender Lehre und höchstrichterlicher Rechtsprechung ist das Deutsche Reich nicht untergegangen. Es hatte lediglich seine Willens- und Handlungsfähigkeit eingebüßt. Seine Rechtsfähigkeit dagegen bestand fort, als Völkerrechtssubjekt sei die Bundesrepublik Deutschland identisch mit ihm. Der Historiker Wolfgang Jacobmeyer schrieb dazu 1976: „Die historischen und politischen Wissenschaften haben diese Lehrmeinung als bloßes rechtsdogmatisches Denkspiel abgelehnt; und als wesentliches Kriterium für staatliche Existenz haben sie die Handlungsfähigkeit betont“. Er bezog sich dabei auf Reimer Hansens Kritik an dieser Lehrmeinung aus dem Jahr 1966, die auch von Andreas Hillgruber 1969 in einem Aufsatz übernommen wurde. Auch die Historiker Otto Dann, Wolfgang Schieder, Heinrich August Winkler, und Gregor Schöllgen sehen die Staatlichkeit des Deutschen Reichs mit der Berliner Erklärung als beendet an.
Für das Fortbestehen einer Staatsqualität muss die Kontinuität aller drei Elemente des Staates nachweisbar sein: Bei Staatsvolk und Staatsterritorium ist das kein Problem, doch vereinzelt wird im Schrifttum die Ansicht geteilt, dass die deutsche Staatsgewalt durch die Verhaftung der Regierung Dönitz und ihre Übernahme durch die Alliierten in der Berliner Erklärung beendet worden sei. Die Völkerrechtler Otto Kimminich und Dieter Blumenwitz vertreten hierzu die Auffassung, dass sie die Staatsgewalt treuhänderisch für den deutschen Staat ausgeübt hätten, sie also fortbestand. Der Völkerrechtler Georg Teyssen hält dagegen, dass die Siegermächte weder einen Auftrag zu einer solchen treuhänderischen Ausübung der Staatsgewalt noch auch nur die Absicht dazu gehabt hätten. Der Völkerrechtler Gilbert Gornig führt an, dass auf mittlerer und unterer Ebene, etwa in den seit Juli 1945 neu entstandenen deutschen Ländern, weiterhin kontinuierlich Staatsgewalt ausgeübt worden sei. Ingo von Münch vertritt demgegenüber die Ansicht, dass ein zeitweiliges Ruhen der Staatsgewalt, wie es im Fall Österreichs in den Jahren 1938 bis 1945 der österreichischen Auffassung entspricht, mit dem Fortbestand des Staates durchaus vereinbar sei. Ausschlaggebend seien die Tatsachen, dass die Alliierten in der Berliner Deklaration ausdrücklich erklärten, Deutschland nicht annektieren zu wollen, sowie das Fehlen eines expliziten Auflösungsaktes, wie er für Preußen etwa mit dem Kontrollratsgesetz Nr. 46 vom 25. Februar 1947 vorliegt. Nach übereinstimmender Auffassung namhafter Völkerrechtler stellte das Besatzungsregime, bevor die deutsche Staatsgewalt allmählich (beginnend auf mittlerer und unterer Ebene) wiederaufgebaut wurde, „ein Rechtsverhältnis einmaliger Art“ (occupatio sui generis) dar, „das einer einheitlichen Deutung bis heute entbehrt“. Es war grundverschieden von jedem bisher bekannten Okkupationsregime.
Die Berliner Erklärung wurde in der Bundesrepublik während der frühen Adenauer-Ära als Nachweis interpretiert, dass die Alliierten einschließlich der Sowjetunion damit Zusicherungen hinsichtlich der deutschen Grenzen nach dem Stand vom 31. Dezember 1937 gegeben hätten. Der Rechtswissenschaftler Eberhard Menzel bezeichnete dies als Legende, wobei der Satz über die Nichtannektierung Deutschlands in der Berliner Erklärung sinnwidrig interpretiert und der in ihr enthaltene alliierte Vorbehalt der Festlegung der künftigen Grenzen einfach ignoriert worden sei. Die Berliner Erklärung beinhalte keine Garantie des territorialen Besitzstands in den Grenzen von 1937.
Nach dem Historiker Henning Köhler entfaltete die Berliner Erklärung, die von den Siegermächten ursprünglich zur rechtlichen Absicherung der vollständigen Unterwerfung Deutschlands abgegeben worden war, in den folgenden Jahrzehnten eine paradoxe Wirkung. Sie begründete nämlich das Recht der Westalliierten auf Anwesenheit in Deutschland, worauf diese im Viermächteabkommen über Berlin von 1971 zurückkamen: Aus dem Beherrschungsanspruch war eine Schutzverpflichtung geworden. Auch was den Fortbestand Deutschlands betreffe, sei ihr Effekt dialektisch: 1945 habe sie zwar zur „Annullierung deutscher Staatlichkeit“ geführt, doch die in ihr festgeschriebene Viermächteverantwortung sei „zur stärksten rechtlichen Klammer für das Fortbestehen eben dieses Deutschlands als Ganzem“ geworden.